# 迪安·巴特勒
迪安·巴特勒（英語：Dean Butler，1977年1月26日—），生于昆士兰州，澳大利亚前男子曲棍球运动员。他曾代表澳大利亚国家队参加2004年夏季奥林匹克运动会曲棍球比赛，获得一枚金牌。